# Операция «Винтергевиттер»
«Опера́ция „Винтергеви́ттер“» (нем. Wintergewitter — «Зимняя буря»; также используются названия «Опера́ция „Зи́мняя гроза́“» или «Коте́льниковская опера́ция») — стратегическая военная операция войск нацистской Германии против Красной армии по выведению 6-й армии Фридриха Паулюса из окружения в районе Сталинграда. Операция проводилась с 12 по 24 декабря 1942 года и входила в Сталинградскую битву во время Великой Отечественной войны (1941—1945). Закончилась поражением войск вермахта.
Планирование и проведение операции было возложено на группу армий «Дон» под командованием генерал-фельдмаршала Эриха фон Манштейна. Сочетание жёсткой обороны в полосе главного удара с активными наступательными действиями Красной армии на левом фланге группы армий «Дон» и опасность прорыва в направлении Ростова-на-Дону принудили немецкое командование остановить операцию.

## Основные сведения
«Винтергевиттер» — стратегическая военная операция немецких войск против Красной армии с целью прорыва блокады вокруг окружённых под Сталинградом войск вермахта.
Новообразованная вермахтом группа армий «Дон» под командованием фельдмаршала Манштейна предприняла попытку прорыва блокады вокруг окружённых войск. Первоначально её планировалось начать 10 декабря, однако наступательные действия Красной армии на внешнем фронте окружения вынудили отложить начало операции на 12 декабря. К этой дате немцам удалось представить лишь одно полноценное танковое соединение — 6-ю танковую дивизию вермахта и (из пехотных соединений) остатки разгромленной 4-й румынской армии. Эти части находились в подчинении управления 4-й танковой армии под командованием Г. Гота. В ходе наступления она была усилена весьма потрёпанными 23-й и 17-й танковыми дивизиями и тремя авиаполевыми дивизиями. Общая численность созданной немецкой группировки составляла около 76 000 человек, 510 орудий и миномётов, свыше 500 танков и штурмовых орудий.
На направлении главного удара находилась советская 51-я армия, ещё не восстановившаяся после потерь в наступательных боях и не успевшая создать прочную оборону. Её войска насчитывали не более 34 000 человек, 354 орудия и миномёта и 105 танков. Превосходство было на стороне Манштейна, а на направлении главного удара оно было ещё более существенным, что и обусловило его первоначальный успех.
К 19 декабря фактически прорвавшие оборонительные порядки советских войск части 4-й танковой армии столкнулись с только что переброшенной из резерва Ставки 2-й гвардейской армией под командованием Р. Я. Малиновского. В состав армии входили два стрелковых и один механизированный корпус — 2-й гвардейский (бывшая 22-я гвардейская дивизия). В ходе встречных боёв к 25 декабря немцы отошли на исходные позиции, потеряв практически всю технику и более 40 тыс. человек.

## Предпосылки
19 ноября 1942 года в рамках операции «Уран» началось наступление Красной армии. Наступая одновременно с севера от станицы Клетская и с юга от Бекетовки, танковые клинья РККА отбросили слабые румынские части и 22 ноября соединлись у пос. Советский в 20 км к юго-западу от Калача-на-Дону, замкнув, таким образом, кольцо окружения вокруг 6-й армии вермахта. 
Для командующего 6-й армией фон Паулюса размер катастрофы стал понятен 21 ноября, когда советские танки появились вблизи от его штаба в станице Голубинская. Штаб пришлось срочно переносить на станцию Гумрак. Паулюсь немедленно обратился к командующему группой армий «Б» Максимилиану фон Вейхсу с просьбой об отводе своей армии от Сталинграда в междуречье Дона и Чира, на что фон Вейхс немедленно согласился. Однако Гитлер своей радиограммой вечером того же дня приказал Паулюсу организовать круговую оборону и держаться любой ценой до поступления новых инструкций. К 22 ноября ситуация прояснилась: вслед за танковыми клиньями на 6-ю армию наступали не менее семи советских полевых армий силами до 60 дивизий, отрезав армию Паулюса с запада и юга от Сталинграда.   
Котел у Сталинграда простирался на 55 км на запад от Сталинграда и на 30 км с севера на юг, напоминая формой череп, с носом направленным на юго запад. В окружение попали около 240 тыс солдат (а не 400 тыс, как вначале опасалось немецкое верховное командование), а также более 100 танков, 1800 орудий и 10 тыс разнообразных автомобилей. Боевой дух попавших в «мышеловку» войск был высок, все ожидали скорого освобождения. На совещании Паулюса с командирами корпусов было принято единодушное решение о немедленном прорыве в направлении на юго-запад. В радиограмме в штаб ГА «Б» Паулюс сообщил, что 6-я армия перешла в оборону на участке между Волгой и Доном, но горючее и боеприпасы на исходе, а продовольствия осталось на 6 дней, поэтому армия нуждается в снабжении по воздуху. Если же снабжения не будет, то армии нужно будет покинуть Сталинград и выходить в южном направлении на соединение с 4-й танковой армией. Пока Паулюс раздумывал и мешкал, командир 51-го корпуса Вальтер фон Зейдлиц-Курцбах, по собственной инициативе приказал уничтожить все не нужное для прорыва и начать движение в направлении Ершовки на северной оконечности Сталинграда. Это движение было остановлено контратакой сил 62-й армии Чуйкова, при этом 94-я пехотная дивизия понесла большие потери.   
Вечером 23 ноября фон Вейхс послал длинную радиограмму верховному командованию с поддержкой планов выхода 6-й армии из окружения, указывая, что снабжение столь крупной группировки по воздуху невозможно. Вейс также указал, что действия по прорыву окружения извне потребуют значительного времени, за которое у окруженных закончаться боеприпасы и продовольствие. С разрешения фон Вейхса Паулюс также отправил радиограмму Гитлеру, сообщая об острой нехватке боеприпасов и, что если не предпринять попытки выхода из окружения, армия будет вскоре уничтожена, подчеркнув что это общее мнение корпусных командиров.
Несмотря на панические радиограммы, Гитлер медлил с решением. За немедленный прорыв высказался также начштаба ОКХ Курт Цейтлер. Он также известил фон Вейхса о том, что приказ на прорыв будет отдан в ближайшее время. Однако Геринг уверил Гитлера в том, что люфтваффе сможет снабжать окруженных по воздуху и это решило дело: «крепость Сталинград» (нем. Festung Stalingrad) должна будет остаться на месте. 
Однако Гитлер не оставил мысли о спасении 6-й армии. Для этой цели он сформировал группу армий «Дон» в составе 6-й армии, 4-й танковой армии и двух румынских полевых армий. Общее командование было поручено Манштейну. Новая группировка должна была остановить продвижение РККА на запад и нанести контрудар в направлении окруженной 6-й армии.  Оруженные встретили новость об обороне со смесью покорности, самоуверенности и стоицизма. До ближайших немецких войск было около 40 км. Для создания окопов солдаты взрывали мерзлую землю и использвали окопы вырытые летом для советской обороны.
Окруженные войска перегрупировались следующим образом: 24-я и 16-я танковые дивизии заняли северный участок вблизи Волги, 113-я пехотная и 60-я мотризованная расположились левее, три дивизии (76-я, 384-я и 44-я) обороняли северо-восточный сектор; 3-я моторизованная дивизия расположилась на юго-западном участке обороны, южный участок защищала 29-я моторизованная дивизия, а также 297-я и 31-я дивизии с остатками 20-й румынской дивизии; 14-я танковая и 9-я дивизия ПВО образовали подвижный резерв; немецкие 71-я, 295-я, 100-я, 79-я, 305-я и 398-я дивизии держали восточный сектор и городской фронт.

## Планирование операции

План операции «Винтергевиттер»

Подготовка и проведение операции были возложены на группу армий «Дон», созданную приказом ОКХ от 21 ноября 1942 года.
Новосозданная группа армий имела следующий состав:
- 6-я армия[c]
- 3-я румынская армия
  - 1-я румынская танковая дивизия «Великая Румыния»
- Армейская группа «Гот»
  - 4-я танковая армия
    - 57-й танковый корпус
      - 6-я танковая дивизия
      - 23-я танковая дивизия
      - 17-я танковая дивизия
- Армейская группа «Холлидт»
  - 48-й танковый корпус
    - 11-я танковая дивизия
    - 336-я пехотная дивизия
    - 7-я авиаполевая дивизия

  - 22-я танковая дивизия
  - три пехотных дивизии

Ядром командования группы армий «Дон» стал штаб 11-й армии Эриха фон Манштейна.
Перед группой армий «Дон» были поставлены следующие задачи:
- ударом с юга на Сталинград образовать «коридор» к окружённой 6-й армии;
- восстановить целостный и стабильный фронт.

Для выполнения этих задач Манштейн планировал нанести два деблокирующих удара:
- 4-я танковая армия армейской группы «Гот» должна была начать наступление основными силами из района Котельниково восточнее Дона. Армия должна была прорвать фронт прикрытия, затем ударить в тыл или фланг войскам Красной армии южнее или западнее Сталинграда и разбить их.
- 48-й танковый корпус из состава армейской группы Холлидта должен был ударить в тыл войскам прикрытия противника с плацдарма на реках Дон и Чир в районе станицы Нижне-Чирская.

В случае, если ещё до начала наступления количество войск Красной армии перед фронтом 4-й танковой армии севернее Котельниково значительно возрастёт или снова возникнет критическая ситуация на фронте 4-й румынской армии, прикрывавшей восточный фланг, приказом был предусмотрен следующий запасной вариант: танковые дивизии 4-й танковой армии срочно перебрасывались по западному берегу Дона на север, на донско-чирский плацдарм в Нижне-Чирскую, и наносили главный удар оттуда. Меньшая ударная группа с донско-чирского плацдарма должна была нанести удар западнее реки Дон на Калач, чтобы разорвать фронт и открыть 6-й армии путь через Дон по мосту.
6-й армии командованием группы армий «Дон» было приказано подготовиться к прорыву в южном направлении навстречу армейской группе Гота. Выход 6-й армии из «котла» должен был начаться согласно плану «Доннершлаг».
Этот вариант операции «Винтергевиттер» был изложен в приказе группы армий «Дон» от 1 декабря 1942 года. Точная дата наступления не была определена, однако операция могла начаться не раньше 8 декабря. Такая ситуация была обусловлена задержкой в сборе сил: армейская группа Холлидта не успевала занять исходные позиции для наступления из-за недостаточной пропускной способности дорог, а 4-я танковая армия ожидала прибытия 23-й танковой дивизии, которая из-за оттепели на Кавказе не могла двигаться своим ходом и добиралась по железной дороге. Датой начала операции было названо 12 декабря.
Через несколько дней Манштейн был вынужден пересмотреть начальный план из-за неудовлетворительного состояния комплектации ударных групп. Из числа семи дивизий, предназначенных для группы Холлидта, две (62-я и 294-я пехотные дивизии) уже были задействованы в боях на фронте 3-й румынской армии, и оперативное состояние не позволяло отозвать их обратно. 3-я горная дивизия вообще не прибыла, приказом ОКХ она была передана группе армий «А», а потом группе армий «Центр». Группой армий «А» была также задержана артиллерия резерва главного командования.
Главная роль в решающем ударе была возложена на 57-й танковый корпус. Он состоял из двух дивизий: прибывшей из Франции 6-й танковой дивизии (160 танков и 40 самоходных установок) и прибывшей с Кавказа 23-й танковой дивизии (30 танков).
Этим дивизиям были поставлены такие задачи:
- 6-й танковой дивизии, основные силы которой образовали ударный клин наступления, — прорвать позиции советских войск вблизи станции Курмоярская и наносить дальше главный удар непосредственно западнее железнодорожных путей в направлении реки Аксай. Смешанной полковой группе из состава этой дивизии захватить Верхний Яблочный и очистить от противника левый фланг и тыл наступающих войск.
- 23-й танковой дивизии правее 6-й танковой дивизии, эшелонировав свои части на небольшую глубину, продвинуться восточнее железнодорожных путей и через Небыков выйти к Аксаю.

Обеим дивизиям было приказано использовать любую возможность для захвата плацдармов.

## Контрмеры Красной армии
Советское командование неправильно определило направление деблокирующего удара. Предполагалось, что удар будет нанесён по кратчайшему пути между внешним и внутренним фронтами окружения. К тому моменту расстояние между линией обороны 6-й армии и фронтом на реке Чир составляло около 40 км. Автором версии о немецком ударе по наикратчайшему направлению был командующий Юго-Западным фронтом Н. Ф. Ватутин. Такое предположение выглядело полностью логичным и обоснованным. В районе Нижне-Чирской образовался выступ в сторону Сталинграда, который давал хорошие стартовые позиции для деблокирования 6-й немецкой армии.

В ответ на предположение Ватутина поступила директива Ставки ВГК № 170699 от 8 декабря 1942 года: 
«Образовать с 9 декабря 1942 г. в составе Сталинградского фронта 5-ю ударную армию, включив в неё 4 гвардейскую стрелковую дивизию, 258-ю, 300-ю, 315-ю, 87-ю стрелковые дивизии, 4-й механизированный корпус, 7-й и 23-й танковые корпуса и 3-й гвардейский кавалерийский корпус».
 Командование 5-й ударной армией было возложено на генерал-лейтенанта М. М. Попова.
Перед 5-й ударной армией были поставлены следующие задачи:
- во взаимодействии с 5-й танковой армией уничтожить нижнечирскую и тормосинскую группы немецких войск;
- не допустить прорыва немцев из района Тормосин — Нижне-Чирская на соединение с окружённой группировкой в районе Сталинграда.

## Ход операции

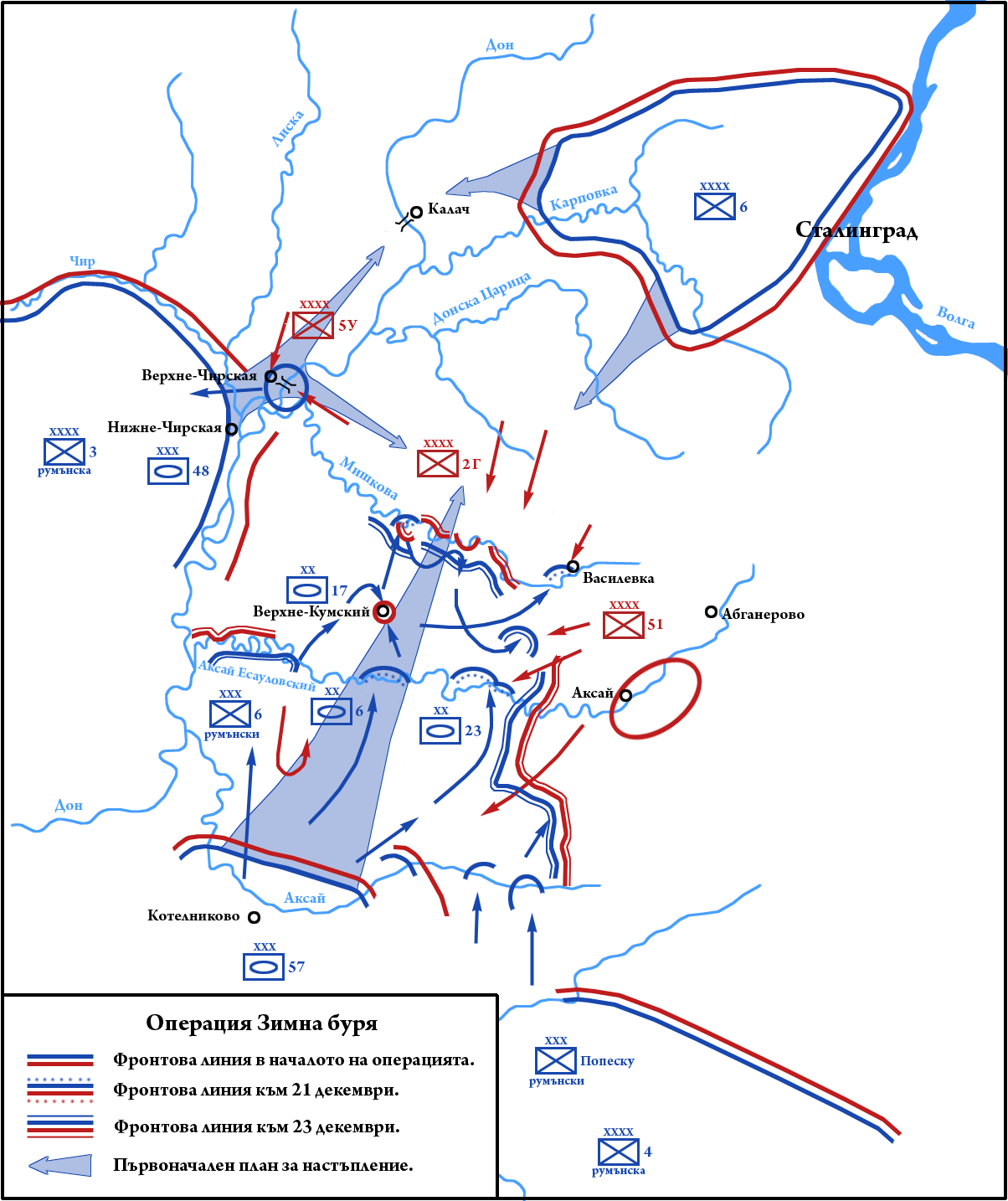
Ход операции «Винтергевиттер»

Изначально Манштейн планировал наступать по двум направлениям: с плацдарма в низовье Чира и с юга через Котельниково.  

### Чирской плацдарм
В районе впадения Чира в Дон расстояние от немецких позиций до окруженной сталинградской группировки составляло всего около 30 км. Осознавая опасность наступления с этого плацдарма советское командование планировало превентивный удар.  
30 ноября 5-я танковая армия начала атаку на участке от станицы Обливской до хутора Рычковский на фронте шириной около 50 км. В атаке участвовали около 50 тыс. пехоты при поддержке 900 орудий и минометов и 72 танков. По плану наступавшие должны были к 5 ноября выйти в район Морозовска. Для усиления 5-й ТА с внутреннего колца окружения были сняты четыре стрелковые дивизии из состава 21-й и 65-й армий. Всего на участке наступления были задействованы 6 стрелковых дивизий, два кавкорпуса, танковый корпус и танковая бригада, а также 6 артполков. Атака представляла большую угрозу для планов Манштейна, поскольку угрожала переправе через Дон у Нижне-Чирской, которую следовало удерживать любой ценой. Для удержания плацдарма Манштейну пришлось задейсвовать 48-й танковый корпус. Из района Ростова-на-Дону к излучине Чира ускоренным маршем выдвинулась 11-я танковая дивизия (командир — генерал Герман Бальк). С 7 по 22 декабря дивизия в непрерывных упорных боях сдерживала наступление 5-й ТА. Германским войскам удалось удержать свои позиции в излучине Чира, и нанести значительный урон танковым соединениям РККА. С другой стороны, план Манштейна на атаку с плацдарма на реке Чир в направлении окружённого Сталинграда (как часть операции «Винтергевиттер») был сорван.

### Котельниково
12 декабря началось немецкое наступление на Котельниково. Для советского командования удар на этом направлении оказался неожиданным. 302-я стрелковая дивизия Красной армии, принявшая на себя основной удар, была быстро рассеяна, вследствие чего во фронте 51-й армии возникла брешь. Это обеспечило немецким частям быстрое продвижение. К концу дня 6-я танковая дивизия вышла на южный берег реки Аксай, а 23-я танковая дивизия — в район севернее Небыкова.
13 декабря, переправившись через Аксай, 6-я танковая дивизия вышла к посёлку Верхне-Кумский. Ей навстречу были выдвинуты части 235-й отдельной огнемётно-танковой бригады с приданным ей 234-м отдельным танковым полком, 20-й истребительно-противотанковой артиллерийской бригады, 1378-го стрелкового полка под командованием подполковника М. С. Диасамидзе и 4-го механизированного корпуса В. Т. Вольского 2-й гвардейской армии Сталинградского фронта. Бои за Верхне-Кумский продолжались с переменным успехом с 14 по 19 декабря. Только 19 декабря усиление немецкой группировки 17-й танковой дивизией и угроза окружения заставили советские войска отойти на рубеж реки Мышкова. Пятидневная задержка немцев у Верхне-Кумского была бесспорным успехом советских войск, поскольку позволила выиграть время для подтягивания 2-й гвардейской армии.
20 декабря немецкие войска вышли к реке Мышкова. До окружённой под Сталинградом 6-й армии Паулюса оставалось 35—40 км, однако большие потери (до 60 % мотопехоты и 230 танков) значительно подорвали наступательный потенциал группы Гота. Ситуация требовала немедленно начать прорыв армии Паулюса из окружения навстречу 4-й танковой армии, поскольку возможностей пробить «коридор» своими силами у Гота уже не было. Прорыв должен был начаться кодовым сигналом «Удар грома». Но Манштейн не решился задействовать план «Доннершлаг» из-за того, что не было уверенности в том, что командующий 6-й армией Фридрих Паулюс его выполнит. Во-первых, согласно приказу Гитлера, Паулюс должен был удерживать «крепость Сталинград», а прорыв окружения означал отступление войск из города. Во-вторых, командование 6-й армии требовало для подготовки прорыва шесть дней, поскольку имеющегося горючего хватило бы на преодоление только 30 км.
В тот же день, 20 декабря, критическая ситуация сложилась на левом фланге армейской группы Холлидта. Под напором советских войск отступили две итальянские дивизии из группы армий «Б», и левый фланг группы Холлидта оказался обнажённым. К концу дня самовольно оставила свои позиции 7-я румынская пехотная дивизия. Передовые отряды Красной армии вышли к переправе через Северский Донец около города Каменск-Шахтинский. Очевидным становилось намерение советских войск пробиваться в направлении на Ростов. Первоочередной задачей группы Холлидта и 3-й румынской армии теперь была защита крайне необходимых для поставок 6-й армии аэродромов в Морозовске и Тацинской, а также удержание важных переправ через Донец в Форхштадте (Белая Калитва) и Каменск-Шахтинском.
23 декабря Манштейн дал приказ 6-й танковой дивизии сняться с позиций и направляться к Морозовскому для отражения рейда 24-й танкового корпуса (командир — В. М. Баданов) на Тацинскую. 

В 16:30 24 декабря советские войска снова завладели Верхне-Кумским. Сталинградский фронт силами 2-й гвардейской армии с тремя механизированными корпусами перешёл в наступление на Котельниково.
Дальнейшее соединение армейской группы Гота с 6-й армией в этих условиях становилось технически невозможным. Операция «Винтергевиттер» была прекращена.

## Причины неудачного исхода операции

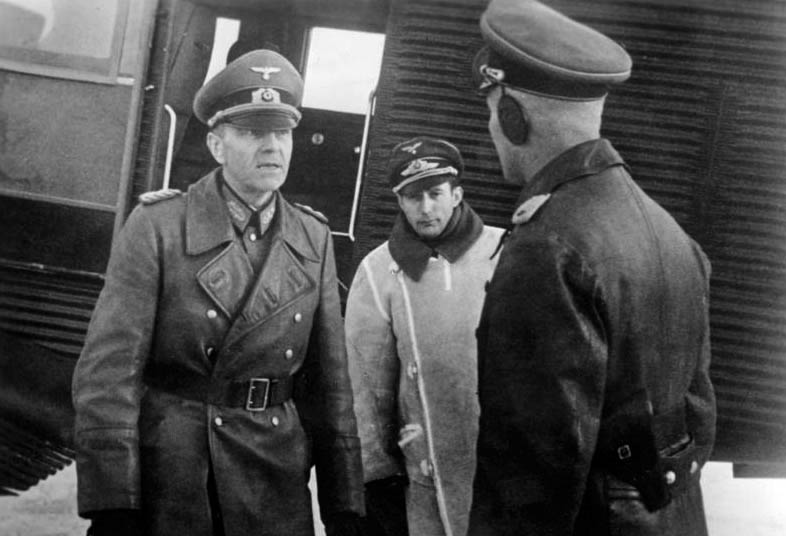
Фридрих Паулюс (слева) — командующий окруженной 6-й армией

Манштейн назвал основной причиной провала операции приказ Гитлера любой ценой удержать Сталинград. В своих мемуарах Манштейн фактически переложил всю ответственность за судьбу 6-й армии на некомпетентность Гитлера:
«Причину гибели 6-й армии надо, понятно, искать в том, что Гитлер — прежде всего из соображений престижа — отказался отдать приказ оставить Сталинград».
Плохие погодные условия и недостаточное количество транспортной авиации помешали обеспечить 6-ю армию необходимым количеством горючего, боеприпасов и продовольствия через «воздушный коридор». Именно нехватка горючего, в конце концов, стала решающей причиной отказа Паулюса начать прорыв кольца окружения навстречу группе Гота.
Кроме того, наступление Красной армии в районе среднего Дона создало опасность прорыва к Ростову. Потеря Ростова была крайне опасна для самого существования группы армий «Дон» и группы армий «А». Отзыв 6-й танковой дивизии и прекращение операции был единственно возможным выходом удержать фронт.

## Последствия

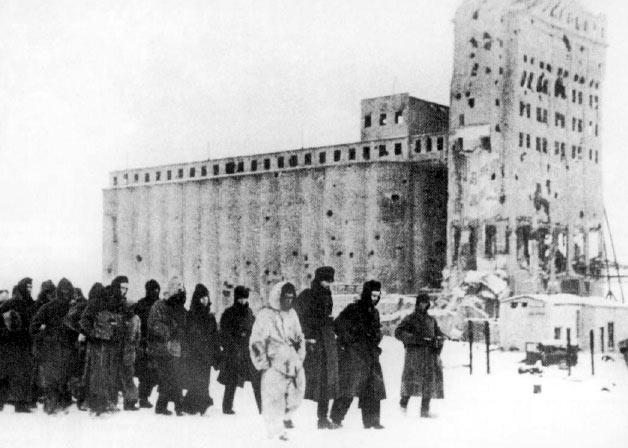
Пленные солдаты 6-й немецкой армии (январь 1943 года)

В связи с началом операции «Винтергевиттер», 13 декабря 1942 года Ставкой ВГК был отменён начальный план операции «Малый Сатурн», поскольку он был рассчитан на благоприятные для советских войск условия, когда у вермахта не было резервов на линии Боковский — Морозовский — Нижне-Чирская. Главный удар теперь был перенаправлен не на юг, к Ростову, а на юго-восток, на Морозовский. В результате уже на второй день немецкой операции советское командование отказалось от броска на Ростов.
Ликвидация угрозы деблокирующего удара позволила войскам Донского фронта в январе 1943 года подготовить и провести операцию «Кольцо» по уничтожению 6-й немецкой армии.

## В культуре и искусстве
По событиям сражения Юрием Бондаревым был написан роман «Горячий снег», на основе которого в 1972 года режиссёром Гавриилом Егиазаровым снят одноимённый фильм.

### Мемуары
- Ерёменко А. И. Сталинград. Записки командующего фронтом. — М.: Воениздат, 1961. — 504 с.
- Видер И. Катастрофа на Волге. Воспоминания офицера-разведчика 6-й армии Паулюса. — М.: Прогресс, 1965.
- Дёрр Г. Поход на Сталинград. — М.: Воениздат, 1957. — 140 с.
- Манштейн Э. Утерянные победы / Сост. С. Переслегин, Р. Исмаилов. — М.; СПб.: АСТ; Terra Fantastica, 1999. — 896 с. — (Военно-историческая библиотека). — ISBN 5-17-010652-1.
- Фридрих Вильгельм фон Меллентин. Бронированный кулак вермахта. — Смоленск: Русич, 1999. — 528 p. — (Мир в войнах). — ISBN 5-08138-0088-3.

### Исторические документы
- Исторические документы периода Сталинградской битвы. Дата обращения: 13 марта 2015.

- Немецкие документы периода Сталинградской битвы. Дата обращения: 27 сентября 2009. Архивировано из оригинала 30 марта 2012 года.

- Советские документы периода Сталинградской битвы. Дата обращения: 27 сентября 2009. Архивировано из оригинала 30 марта 2012 года.